# Tragia nigricans
Tragia nigricans là một loài thực vật có hoa trong họ Đại kích. Loài này được Bush miêu tả khoa học đầu tiên năm 1906.